# Host Identity Protocol
Pour les articles homonymes, voir HIP.
Host Identity Protocol (HIP) est une technique d'identification d'un hôte dans un réseau IP ou IPv6 comme Internet. Cette technique vise à séparer les rôles d'identificateur et de localisateur de l'adresse, chaque hôte étant identifié par un Host Identity (HI) grâce à une infrastructure de sécurité à clé publique.

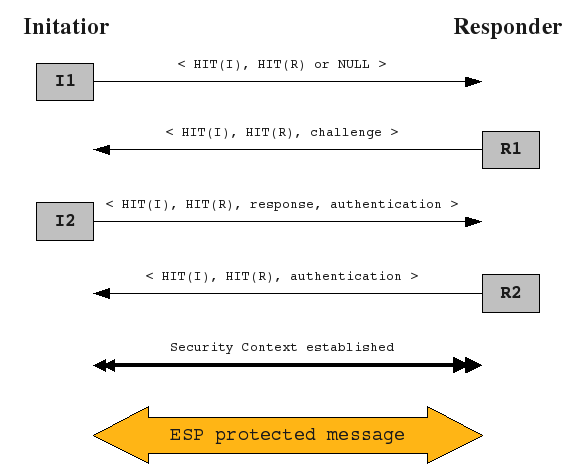
Host Identity Protocol à quatre voies.

HIP offre une solution sécurisée pour la mobilité IP et pour le multi-homing.
Dans les réseaux HIP, les applications se connectent à des hôtes par leur identifiant cryptographique et non par leur adresse IP, ce qui permet le découplage vis-à-vis de la couche réseau.
HIP est un groupe de travail au sein de l'Internet Engineering Task Force (IETF). L'Internet Research Task Force dispose d'un groupe de recherche HIP.

## RFC
- RFC 4423[1] - Host Identity Protocol (HIP) Architecture
- RFC 5201[2] - Host Identity Protocol base
- RFC 5202[3] - Using the Encapsulating Security Payload (ESP) Transport Format with the Host Identity Protocol (HIP)
- RFC 5203[4] - Host Identity Protocol (HIP) Registration Extension
- RFC 5204[5] - Host Identity Protocol (HIP) Rendezvous Extension
- RFC 5205[6] - Host Identity Protocol (HIP) Domain Name System (DNS) Extension
- RFC 5206[7] - End-Host Mobility and Multihoming with the Host Identity Protocol
- RFC 5207[8] - NAT and Firewall Traversal Issues of Host Identity Protocol (HIP) Communication